# Трикратне (станція)
Трикратне — проміжна залізнична станція Знам’янської дирекції Одеської залізниці на лінії Помічна—Колосівка.
Розташована в однойменному селі Вознесенського району Миколаївської області між станціями Південноукраїнська (14 км) та Олександрівка (7 км).
На станції зупиняються потяги далекого сполучення.